# ジェネレーションオブカオス
『ジェネレーションオブカオス』（英語: GENERATION OF CHAOS）は、日本で2001年8月9日にアイディアファクトリーより1作目が発売されたPlayStation 2用ゲームソフト。ネバーランド大陸の統一を目指すシミュレーションRPG。1作目発売以降、多くの続編・外伝・関連作品が発売されている。

## シリーズ作品リスト
GENERATION OF CHAOS (ジェネレーションオブカオス)
2001年8月9日発売 / PlayStation 2
『スペクトラルフォース』シリーズの続編的な作品として注目を集めた。システムは完全なオリジナルとなっているが過去のシリーズに登場したキャラが初登場するなど集大成的な作りになっている。
GENERATION OF CHAOS Next 〜失われし絆〜
2002年4月25日発売 / PlayStation 2
エリルとロージィを中心に物語が展開される、『GENERATION OF CHAOS』の続編。
ジェネレーション オブ カオス イクシード 〜闇の皇女ロゼ〜
2003年2月6日発売 / ニンテンドー ゲームキューブ
『GENERATION OF CHAOS』のゲームキューブ移植版。アニメ演出が追加されている。
GENERATION OF CHAOS III 時の封印
2003年5月8日発売 / PlayStation 2
舞台はネバーランドからオールド大陸になっている。特定の条件を満たすとクリア後にネバーランドを冒険する物語が展開。
新天魔界 ジェネレーション オブ カオスIV
2004年4月22日発売 / PlayStation 2
ロストグラウンドが舞台(北西部にデュークランドもある)。2011年にはandroid用アプリとして移植された。
RPGモードが廃止されSLG要素が濃くなるなどシステムが変更されている。
新天魔界 〜GOCIV アナザサイド〜
2005年3月31日発売 / PlayStation Portable
『新天魔界 ジェネレーション オブ カオスIV』のPlayStation Portable移植版。
初回勢力がドラバニア帝国ではなく、デュークランドに住まうゾディア王国になっている。
新天魔界 ジェネレーション オブ カオスV
2005年7月21日発売 / PlayStation 2
地下・地上・天空の3つの世界で構成されるイーディスが舞台。システムが国取りSLGから面クリア型SLGに変更されている。
イーディス メモリーズ〜新天魔界 GOCV〜
2006年5月25日発売 / PlayStation Portable
『新天魔界 ジェネレーション オブ カオスV』のPlayStation Portable移植版。地下世界編をクリアしなくても他の2つのシナリオを選択可能になった。
Generation of Chaos Desire（ジェネレーション オブ カオス ディザイア）
2007年9月27日発売 / PlayStation 2
『GENERATION OF CHAOS』と『GENERATION OF CHAOS Next 〜失われし絆〜』の2タイトルをリメイクして1本に収録した作品。システム面が新天魔界ジェネレーションオブカオスVのものに変更されている。
アポカリプス ～ディザイア ネクスト～
2007年11月29日発売 / Xbox 360
『GENERATION OF CHAOS』『GENERATION OF CHAOS Next 〜失われし絆〜』『GENERATION OF CHAOS III』の3タイトルをリメイク、さらに新規のストーリー『アポカリプス』が収録された作品。
ジェネレーション オブ カオス6
2012年6月28日発売 / PlayStation Portable

## 無印

### 概要
長き大戦が終結し、平和が訪れたネバーランド大陸に新たな戦いが勃発する。第二次ネバーランド大戦の勃発であった。
プレイヤーは主人公の率いる国の領土の城壁や治安を強化したり、兵士の補充など、戦闘や探索のための準備を整え、敵国の隣接拠点に攻めこむことにより、自国の領土を広げていく。敵国の攻略は、シミュレーションバトルで行い、敵・味方の小隊がリアルタイムで一斉に動きまわる。攻め落とした拠点には、RPGフィールドとして自由に探索することができ、仲間の武将やアイテム等を手に入れることが可能。登場するキャラクターには様々な因縁や境遇が設定されており、様々なドラマが展開されていく。前作の「スペクトラルフォース」から続けて登場するキャラクターも存在する。

### 主要キャラクター
ロゼ
声：金月真美
主人公。魔族と人間の混血児。14歳で育ての親を失って以来、はた織をしながら妹と2人で暮らしていた。しかし、たび重なる人間の迫害によって妹を失い、人間を激しく憎むようになる。敵対する人間に対しては残酷だが、元々の根は優しい性格であり、自身の人間に対する過酷な行いを悩むようになる。
アンクロワイヤー
声：安元洋貴
新生シンバ帝国軍の騎士。「黒獅子」と恐れられるほどの剣の腕前を持つ。西部域統一戦線へ参加して戦闘の指揮を執る。
鈴魚姫
声：宇和川恵美
極東の島国ムロマチを治める姫将軍。国政は家老に任せて婿探しに夢中になっている。戦闘の才能に長けている戦いぶりから「姫将軍」の異名を持つ。
カーミラ
ネウガードを本拠地とする。魔族集団に属する少女。経験が浅く未熟な面が多いが、素質は飛び抜けている。上官のジーグライトをはじめ、彼女に期待する者は多い。
ジル
戦乱よりも、宝物に興味を示すトレジャーハンター。諜報活動から部隊指揮まで、マルチな才覚の持ち主。現在はトライアイランド解放軍に所属。
スー・ラ・スー
若いながらもジャピトスを治めている国王。自信に満ちた表情の反面に、自分の弟の動きを恐れている。
マシリー
傭兵から身を起こした騎士。かつてはシンバ帝国西方軍に所属していた。
絶鬼
8代目ハマオウ伝承者のうちの1人。伝承者は2人の兄弟なのだが、彼はその1人の兄となる。
ラトーラ
古代遺跡を求め、世界中を駆け巡っている若き冒険者。現在は「ルニカ」と呼ばれる遺跡を探している。
ドラクロ
旧シンバ帝国が崩壊した時、どさくさにまぎれて野に下った元帝国軍騎士。現在は自分が仕えるべき新しい主君を捜しながらあてもなく旅をしている。
ヒスミード
新生シンバ帝国の中央から、ヘルハンプールに派遣されている騎士。魔族狩りを任されており、数多くの魔族を手にかけてきた。

### 主題歌
- 「The place of happiness」　歌：水樹奈々 / 作詞：村野直球 / 作曲：住吉中 / 編曲：牧野信博

### OVA
2001年9月5日、『ジェネレーション・オブ・カオス プロローグ』のタイトルで発売された。全1巻。
| 巻    | 話数  | サブタイトル     | 発売日 |
| ----- | ----- | ---------------- | ------ |
| 全1巻 | 第1話 | ロゼの決意       |        |
| 全1巻 | 第2話 | シフォンの旅立ち |        |

## Next

### 概要
無印の続編にあたるものの、内容はマイナーチェンジである。新勢力の登場やシステム面の一部改良が行われた。前作で有効だった「勧誘」コマンドは敵武将の引き抜きを行うと配下の武将の忠誠度が大きく下がるようになったため使いにくくなった。

### 主要キャラクター
エリル
声：野田順子
北の小国フレッドバーンの騎士。ロージィとは相思相愛になり婚約までとり付けるものの、一介の騎士でしかない自分が国を支える重荷に耐えかね出奔する。向上心が高く、戦闘において非凡な才能を持つが極度の精神的弱さを持つ。フクロウ男爵の息子で、祖父のヨファンはホルノス政府軍の兵士であり、主君であるリューハインを逃すためヒロの足止めを行い殉職している。
ロージィ
声：水樹奈々
ホルノスのお姫様。エリルに惹かれ、婚約の証であるペンダントを彼に託した。魔族に対し嫌悪感を持っている。
リファイア
声：神谷浩史
ホルノス政府軍の騎士をまとめる隊長。エリルの剣の師匠でもあり、全ての点においてエリルを上回る実力の持ち主。ロージィに忠誠以上の想いを寄せる。
ポロ
声：満仲由紀子
魔族のしっぽを持つ不思議な女の子。

### 主題歌
- 「LOVE & HISTORY」 歌：水樹奈々 / 作詞：村野直球 / 作曲：住吉中 / 編曲：牧野信博

### OVA
2002年5月22日、『GENERATION OF CHAOS Next 〜誓いのペンダント〜』のタイトルで発売された。全1話。

## III

### 概要
システム面は基本的にNEXTを踏襲。合戦時の戦闘が簡略化されたことで包囲をかいくぐって敵部隊に突破されることが無くなった一方で、兵種と天候の相性で戦力が大きく変わるようになったことで大勝と大敗の両極端な戦果になりやすく、そうでない場合は原則勝敗が決するまで続くシステムのため激しい消耗戦になる。また、城壁の強化度によって配置できる部隊数が増えていくため、4部隊駐留させていても全部隊配置できないということがある。これを利用して強力な敵武将がいる拠点であっても城壁破壊に集中することで敵武将を倒さずとも拠点を陥落させることが可能である。
RPGモードは従来よりも在野の武将たちにエンカウントしやすくなっているため、難易度が低いとされている探索場所でも並の武将では苦戦を強いられるようになった。

### 主要キャラクター
アルフィルド
声：小野大輔
ラディア王国の王子で後に第7代国王に即位する。
ウェレス
声：野島健児
「戦場を駆ける一陣の風」の異名を持つ剣士。
ティーファ
声：清水愛
ウェレスの妹。アルフィルドを慕っている。
オニキス
声：稲田徹
ゼノン海王軍の兵士。
レア
声：塩山由佳
ラディアの軍神と称えられる女剣士。

### 主題歌
- 「WING」 歌：小枝 / 作詞：小枝・凛々 / 作・編曲：大島こうすけ

### OVA
| 巻    | タイトル                                   | 発売日        |
| ----- | ------------------------------------------ | ------------- |
| 第1話 | GENERATION OF CHAOS III 時の封印 SESSION:1 | 2003年5月31日 |
| 第2話 | GENERATION OF CHAOS III 時の封印 SESSION:2 | 2003年6月25日 |

### CD
- 「WING」
  - 歌：小枝 / 作詞：小枝・佐々木美和 / 作曲：後藤康二 / 編曲：munetoshi
  - BLOW WIND RECORDSより2003年5月21日発売。

1. WING（GOC III OPENING）
2. Discover（GOC III ENDING）
3. ヘチタシホ
4. 角度
5. 靴紐
6. WING (Instrumental.)

## IV

### 概要
RPGモードがなくなり、ターン制のSLGになった。これまで部隊の移動は拠点間の直線的なものであったが、今作からは武将ごとに移動力が設定されマス目のあるマップを移動する形式になっている。合戦はリアルタイムの戦闘に戻ったが、武将が自軍の兵士や障害物に阻まれ敵将に攻撃できない場合もあり、適宜手動で移動させることが必要である。また、勢力の行動順は毎ターンごとに変化し、前のターンで最後に行動した勢力が次のターンで最初に行動するということもあるため、拠点防衛が難しくなっている。築城と投資は担当できる武将が1拠点につき1人に変更されたことで従来のように複数の武将を投入して早期に完了させることができなくなった。

### 主要キャラクター
ジナ
声：林原めぐみ
ドラバニア帝国の騎士団第八部隊長。
ヴァリゾア
声：西原翔吾
解放軍のリーダー。
グレン
声：大内さと美
ドラバニア帝国の騎士団第九部隊長。ジナの親友。
ルルララ
声：鷹村遊
ヴァンパイア一族を率いる女王。
ヒロ
声：宮村優子
ネバーランド大陸の大魔王の娘。
ロゼ
声：金月真美
魔族の血をひく少女。
ウェレス
声：野島健児
「戦場を駆ける一陣の風」の異名を持つ剣士。

### 主題歌
- 「Another Sky」歌：片山さゆり / 作詞：桑原永江 / 作曲：多々納好夫　/ 編曲：飯田高広、馬場一嘉

## V

### 概要
従来の戦略級SLGから戦術級SLGに変更され、それに伴い内政や外交などの要素が無くなった。レベル制が導入されレベルアップ時にステータスを任意で上昇させることが可能になった。ストーリーは地下世界編からスタートし、クリア後に地上世界編と天空世界編を選択可能。クリア時の所持品(装備中のものを除く)は引き継がれる。

### 主要キャラクター
久遠
声：朴璐美
地下世界編の主人公。軍事学校の生徒。
デュオ
声：石田彰
地上世界編の主人公。ゴンドラ率いる海賊の一員。
ブラックマージ
声：高橋時人
天空世界編の主人公。魔界王の息子。

### 主題歌
- 「Chaos of Love」歌：スプラッシュ・キャンディー / 作詞：Babee / 作曲：Franken

## 派生作品

### 小説
- GENERATION OF CHAOS III 時の封印

著：桜庭一樹、2003年5月、エンターブレインより出版

### 漫画
- GENERATION OF CHAOS Next 〜祈りぞ星に降り注ぐ〜（作：土方悠）

2002年、月刊ステンシル（株式会社エニックス）5月号より連載。後に単行本出版。

## その他
同シリーズのPS2作品の中には、CD-ROMを使用しているものもあるため、PS3で起動するとゲーム開始時などのイベント時の音声がおかしくなる。